# البرازيل بلا بؤس
البرازيل بلا بؤس (بالبرتغالية: Brasil Sem Miséria‏) هو برنامج اجتماعي لحكومة البرازيل أنشأته الرئيسة ديلما روسيف كامتداد لبرنامج علاوة الأسرة الذي وضعه سلفها الرئيس لولا. ويركز بشكل خاص على المنطقة الشمالية الشرقية بالبرازيل، وهي المنطقة الأكثر فقرًا تاريخيًا في البلاد. تم التخطيط للبرنامج لتوسيع الخدمات العامة بما في ذلك "التوثيق والكهرباء ومحو الأمية والعلاج الطبي وعلاج الأسنان وطب العيون والرعاية النهارية والصرف الصحي".
صنف تعداد عام 2010 8.5% من سكان البرازيل على أنهم يعيشون في فقر مدقع.